# Ferruccio Lamborghini
Ferruccio Lamborghini, född 28 april 1916 i Cento i Emilia-Romagna, död 20 februari 1993 i Perugia i Umbrien, var en italiensk ingenjör, företagsledare, fordons- och helikopterkonstruktör, känd som grundaren av bilmärket Lamborghini.
Ferruccio Lamborghini växte upp i en liten by utanför Bologna. Han var tidigt intresserad av teknik och studerade teknik i Bologna. Under andra världskriget reparerade han militärfordon på Rhodos. Efter kriget livnärde han sig genom att bygga om gamla militärfordon till traktorliknande fordon som Italien var i stort behov av. 1949 började han tillverka och utveckla traktorer och motorer i företaget Lamborghini Trattrice. Företaget utvecklades till en av Italiens ledande traktortillverkare. 
1958 köpte Ferruccio Lamborghini en Ferrari, men blev missnöjd och kontaktade Enzo Ferrari själv för att säga vad som kunde förbättras, men Enzo blev förargad över att en ung traktortillverkare kritiserade honom och lät Ferruccio höra det. Ferruccio blev då själv arg och bestämde sig för att göra en egen, bättre sportbil. 1963 öppnades en fabrik i Sant' Agata under namnet Automobili Ferruccio Lamborghini S.p.A. och 1964 levererades de första bilarna. Ferruccio Lamborghini första stora framgång blev Lamborghini Miura. Oljekrisen i början av 1970-talet tvingade Ferruccio Lamborghini att sälja sitt livsverk. Personbilsproduktionen såldes och traktortillverkningen såldes till SAME. Ferruccio Lamborghini kom istället att ägna sig åt vinodling i Umbrien.